# Janine Chanteur
Janine Chanteur née Ganneron le 29 novembre 1924 au Cateau-Cambrésis et morte le 6 juin 2015 dans le 19e arrondissement de Paris, est une philosophe française. Elle est professeur émérite de philosophie morale et politique à l'université de Paris-Sorbonne.

## Biographie
Janine Chanteur est agrégée de philosophie et docteur-ès-lettres depuis 1978. Elle a été professeur de philosophie morale et politique à l’université de Paris-Sorbonne (Paris IV). En 1989, elle est élue secrétaire générale de l'Institut international de philosophie politique. De 1985 à 1997, elle a dirigé 29 thèses.
De son mariage avec le professeur de médecine Jean Chanteur, sont nés cinq enfants,
Elle fut membre du bureau de l'Académie d'éducation et d'études sociales (AES). Elle meurt le 6 juin 2015.

## Publications
Janine Chanteur a publié de nombreux articles et ouvrages, dont :
- Condamnés à mort ou condamnés à vivre ? Autour de l'arrêt Perruche, Factuel, 2002

Commentaire de Patrick Verspieren dans la revue Études [lire en ligne]
- Comment l'esprit vint à l'homme ou l'aventure de la liberté, L'Harmattan, 2001
- Du droit des bêtes à disposer d'elles-mêmes, Seuil, 1999
- La paix, un défi contemporain, L'Harmattan, 1995
- Les petits-enfants de Job : une enfance meurtrie, Seuil, 1990
- De la guerre à la paix, PUF, 1989

Commentaire de Marie-Lucy Dumas publié en 1989 dans la revue Politique étrangère, année 1989, volume 54, numéro 4, pages 808-809 [lire en ligne]
Commentaire du quotidien L'Humanité publié le 21 avril 2003 [lire en ligne]
- Platon, le désir et la cité, Sirey, collection "philosophie politique", 1980

## Distinctions
Elle a été promue commandeur de l'ordre national du Mérite.
En 1990, Janine Chanteur reçoit le Prix Biguet de l'Académie française pour son ouvrage De la guerre à la paix.
En 1991, elle est lauréate du Prix des écrivains croyants pour son ouvrage Les petits enfants de job.
En 2002, Janine Chanteur reçoit le Prix Gallet de l'Académie des sciences morales et politiques pour son ouvrage Condamnés à mort ou condamnés à vivre ? Autour de l'arrêt Perruche.